# Nicole Lenaerts
Nicole Lenaerts is een Belgisch voormalig korfbalster.

## Levensloop
Lenaerts was actief bij Meeuwen. Als speelster van deze ploeg vestigde ze op 14 april 1984 samen met David Jacobs het wereldrecord 'strafworpen nemen'. Het duo slaagde erin 31 strafworpen te scoren binnen een tijdsbestek van 1 minuut.  Ook maakte Lenaerts deel uit van het Belgisch korfbalteam, waarmee ze onder meer zilver behaalde op de Wereldspelen van 1989.